# Rue de l'Argonne (Paris)
Pour les articles homonymes, voir Rue de l'Argonne.
La rue de l'Argonne est une voie du 19e arrondissement de Paris, en France.

## Situation et accès
La rue de l'Argonne est une voie publique située dans le 19e arrondissement de Paris. Elle débute au 39, quai de l'Oise et se termine au 154, avenue de Flandre.

## Origine du nom
Elle porte le nom de la région naturelle de Argonne qui s'étend sur les départements de la Marne, des Ardennes et de la Meuse, situés à l'est du bassin parisien.

## Historique
Cette voie de l'ancienne commune de la Villette est ouverte en 1825 sous le nom de « rue de Schenk », sans doute par déformation du nom de l'un des propriétaires du terrain qu'elle traversait : MM. Schmitz, Coquereau et Samson et elle prend peu après le nom de « rue de Lille ».
Après le rattachement de cette commune à Paris par la loi du 16 juin 1859, la rue est officiellement rattachée à la voirie parisienne par un décret du 23 mai 1863, et dénommée par un décret du 24 août 1864 « rue de l'Argonne ».

## Bâtiments remarquables et lieux de mémoire
Avant l’urbanisation du quartier, au milieu du XIXe siècle, se tenait, aux environs de la rue, le champ de foire de La Villette. 